# Soul Syndrome
Soul Syndrome é o 53º álbum de estúdio do músico americano James Brown. O álbum foi lançado em 1980 pela TK Records.

## Faixas
| N.º | Título                                  | Duração |  |
| 1.  | "Rapp Payback (Where Iz Moses?)"        | 14:01   |  |
| 2.  | "(Do the) Mashed Potatoes"              | 5:18    |  |
| 3.  | "Funky Men"                             | 7:29    |  |
| 4.  | "Smokin' & Drinkin'"                    | 4:35    |  |
| 5.  | "Stay With Me"                          | 4:09    |  |
| 6.  | "Honky Tonk"                            | 4:52    |  |
| 7.  | "Rapp Payback (Where Iz Moses?), Pt. 1" | 7:03    |  |
| 8.  | "Rapp Payback (Where Iz Moses?), Pt. 2" | 3:27    |  |